# Station Smallbrook Junction
Smallbrook Junction is een spoorwegstation van National Rail in Isle of Wight in Engeland. Het station is eigendom van Network Rail en wordt beheerd door South West Trains (Island Line). 
Het station biedt een overstapmogelijkheid van de Island Line op de Isle of Wight Steam Railway. Het station heeft geen toegang vanaf de openbare weg, en er stoppen dan ook alleen treinen op dagen waarop zowel de Island Line als de Steam Railway geopend zijn.

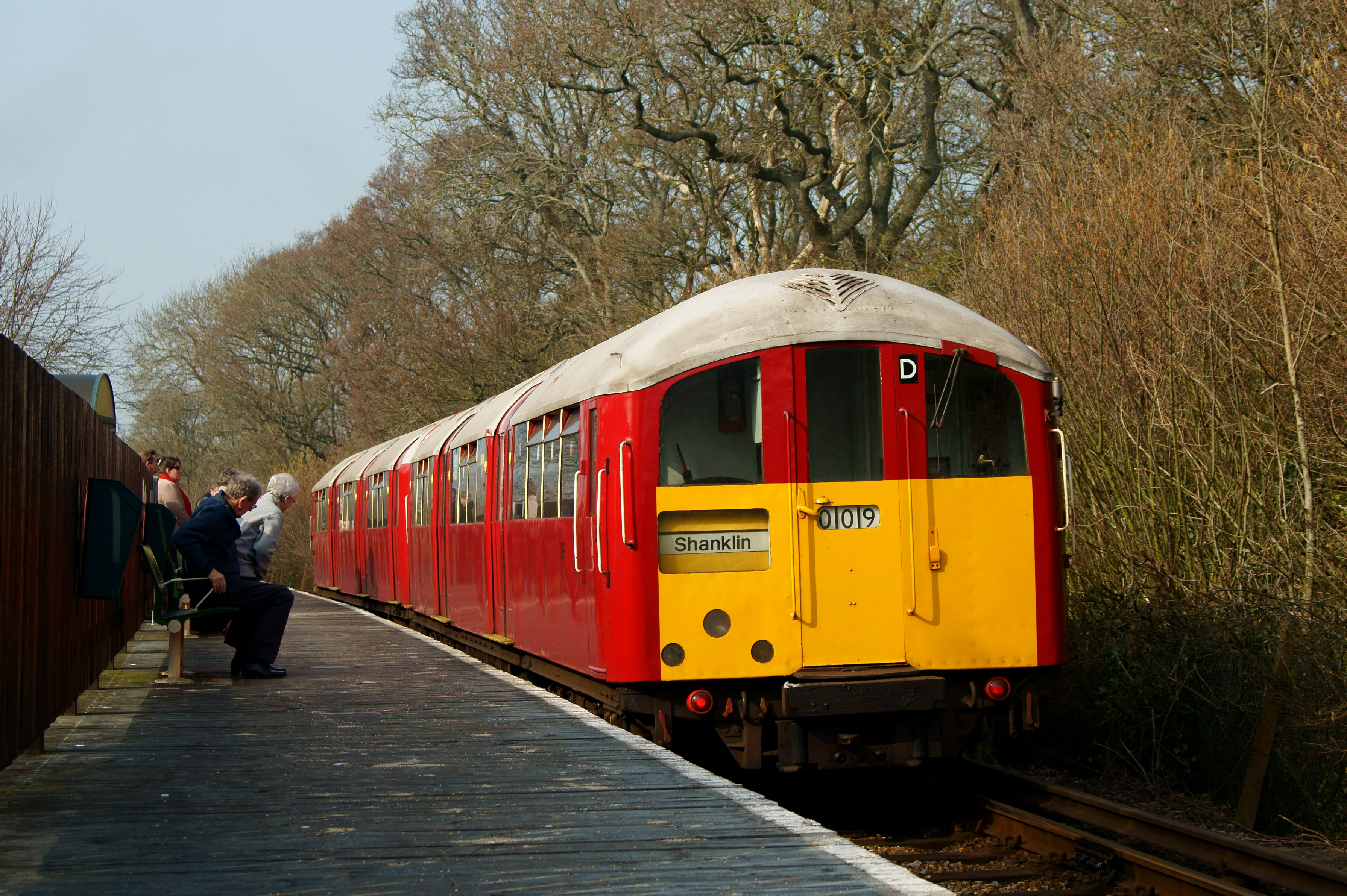
Trein van de Island Line
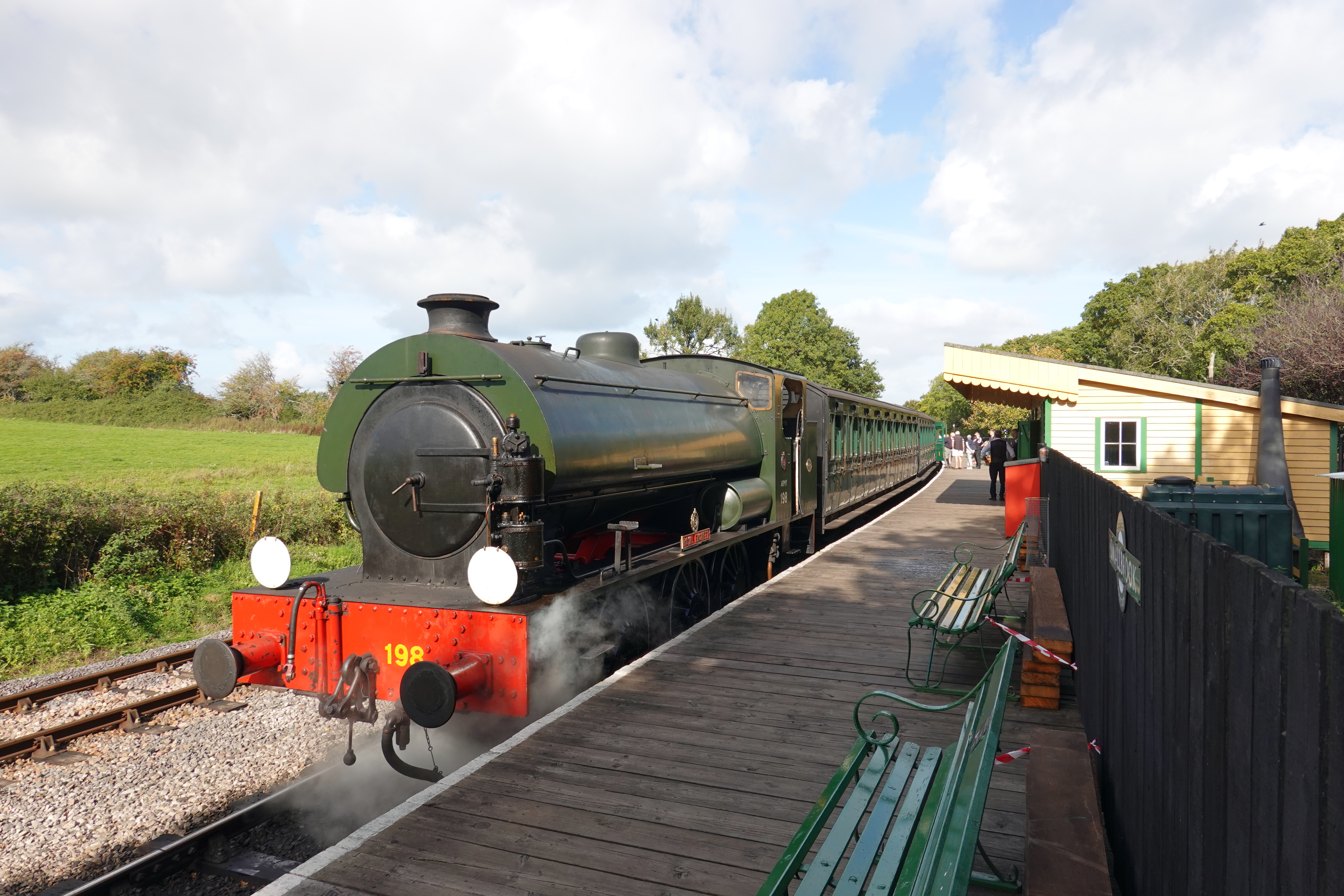
Trein van de Isle of Wight Steam Railway